# Вязьма (приток Уводи)
Вя́зьма — река в Ивановской области; правый приток Уводи. Длина — 86 км. Площадь водосборного бассейна — 827 км².
Крупные притоки — Пежа (левый); Холявка, Смердяга, Подокса (правые).
На реке расположен город Тейково.
Вязьма берёт начало из низинного болота Шинилово у села Никольского Тейковского района, течёт почти на всём своём протяжении на юго-восток, параллельно Ухтохме.
Ширина реки колеблется от 5 до 15 метров, берега лесистые, частично заболоченные. Скорость течения невысока, летом русло сильно зарастает водорослями. В половодье Вязьма широко разливается, затопляя пойму. Питание реки смешанное. Половодье весной. Межень зимой и летом.
В верхнем течении Вязьма сильно загрязнена. В черте города Тейково реку очистили.

## Притоки (км от устья)
- 11 км: река Подокса (правый)
- 16 км: река Ворониха (левый)
- 16 км: река Смердяга (правый)
- река Холмуша (правый)
- река Булыга (левый)
- река Грибачка (левый)
- река Ширеш (правый)
- река Холявка (правый)
- река Издолка (левый)
- река Студенка (правый)
- 58 км: река Пежа (левый)
- река безымянная (правый)
- река безымянная (правый)
- река Свертынка, в г. Тейково (правый)
- река Селиваниха (левый)
- река Кузьмодемьянка (левый)
- река Шарша (правый)
- река Дубровка (правый)
- река Ряпловка (левый)